# Teorema de Green
Em matemática, o teorema de Green relaciona a integral de linha ao longo de uma curva fechada no plano com a integral dupla sobre a região limitada por essa curva, em outras palavras, ele estabelece uma relação entre a integral dupla de uma região D e a integral de linha ao longo de sua fronteira. Este teorema foi demonstrado pelo matemático britânico George Green em 1828 e é um caso particular do Teorema de Stokes.

## Enunciado

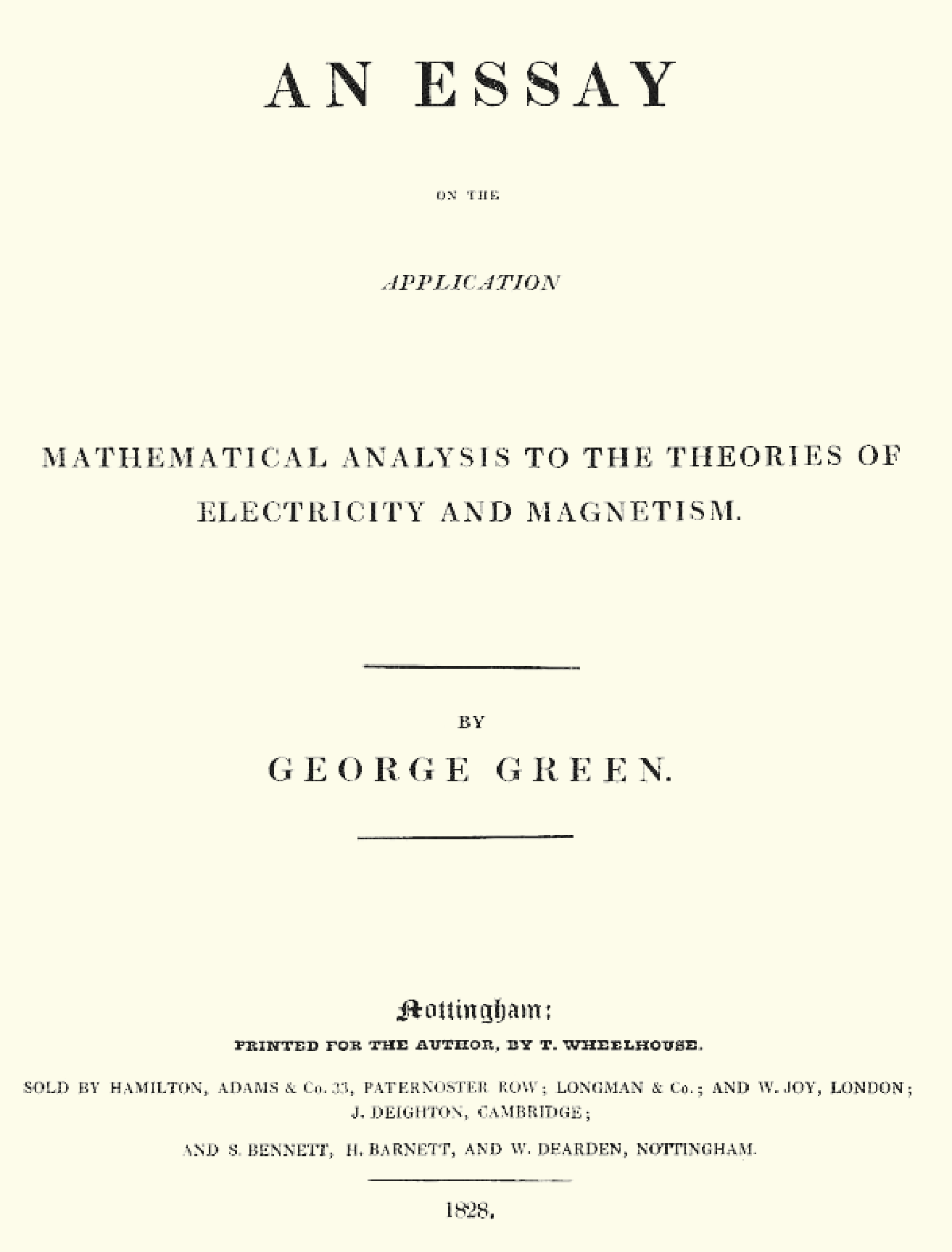
Folha de rosto do livro Essay on the Application of Mathematical Analysis to the Theory of Electricity and Magnetism, de 1828, em que se encontra a primeira demonstração do teorema de Green.

Seja C uma curva simples, fechada e derivável, D a região do plano delimitada por C, e P e Q duas funções reais de variável real com derivadas parciais contínuas numa região contendo D, então:
{\displaystyle \int _{C}(Pdx+Qdy)=\int \!\!\!\int _{D}\left({\frac {\partial Q}{\partial x}}-{\frac {\partial P}{\partial y}}\right)dA}
Para evidenciar o fato de que a primeira integral é definida ao longo de uma curva fechada, por vezes esta é representada por:
{\displaystyle \oint _{C}(Pdx+Qdy)}

## Relação com o teorema de Stokes
O teorema de Green é um caso especial do Teorema de Kelvin-Stokes quando é aplicado a uma região no plano-xy.
Podemos aumentar o campo vetorial de duas dimensões a um de três dimensões no qual a componente z é constante e igual a zero.
Vamos escrever F como uma função vetorial {\displaystyle \mathbf {F} =(P,Q,0)}.  Começaremos com o lado esquerdo do teorema de Green:
{\displaystyle \oint _{C}(P\,dx+Q\,dy)=\oint _{C}(P,Q,0)\cdot (dx,dy,dz)=\oint _{C}\mathbf {F} \cdot d\mathbf {r} .}
Aplicando o teorema de Kelvin-Stokes:
{\displaystyle \oint _{C}\mathbf {F} \cdot d\mathbf {r} =\iint _{S}\nabla \times \mathbf {F} \cdot \mathbf {\hat {n}} \,dS.}
A superfície {\displaystyle S} é simplesmente a região no plano {\displaystyle D}, com o vetor normal unitário {\displaystyle \mathbf {\hat {n}} } apontando na direção positiva de z, de tal maneira que coincida com as definições de "orientação positiva" para ambos os teoremas (Green e Stokes). Logo, se verifica {\displaystyle \mathbf {\hat {n}} =\mathbf {k} }.
Desse modo, a expressão dentro da integral fica:
{\displaystyle \nabla \ \times \ \mathbf {F} \ \cdot \ \mathbf {\hat {n}} =\left[\left({\frac {\partial 0}{\partial y}}-{\frac {\partial Q}{\partial z}}\right)\mathbf {i} +\left({\frac {\partial P}{\partial z}}-{\frac {\partial 0}{\partial x}}\right)\mathbf {j} +\left({\frac {\partial Q}{\partial x}}-{\frac {\partial P}{\partial y}}\right)\mathbf {k} \right]\cdot \mathbf {k} =\left({\frac {\partial Q}{\partial x}}-{\frac {\partial P}{\partial y}}\right).}
Desta maneira obtemos o lado direito do teorema de Green:
{\displaystyle \iint _{S}\nabla \times \mathbf {F} \cdot \mathbf {\hat {n}} \,dS=\iint _{D}\left({\frac {\partial Q}{\partial x}}-{\frac {\partial P}{\partial y}}\right)\,dA.}

## Relação com o teorema da divergência
Outro modo de análise se dá pelo teorema da divergência, o qual pode ser aplicado a qualquer número de dimensões e se trata de um caso especial do teorema de Stokes. Em duas dimensões, é equivalente ao teorema de Green.
{\displaystyle \iint _{D}\left(\nabla \cdot \mathbf {F} \right)dA=\int _{C}\mathbf {F} \cdot \mathbf {\hat {n}} {\mbox{ }}ds,} onde {\displaystyle \mathbf {\hat {n}} } é o vetor normal apontando para fora da fronteira.
Para entender, considere a unidade normal na parte direita da equação. Como {\displaystyle d\mathbf {r} =(dx,dy)} é um vetor apontando tangencialmente através de uma curva, e a curva C está orientada de maneira positiva através da fronteira, um vetor normal apontando para fora da fronteira seria aquele que aponta em 90º horizontalmente, o qual poderia ser {\displaystyle (dy,-dx)}. O módulo de este vetor é {\displaystyle {\sqrt {dx^{2}+dy^{2}}}=ds}. Portanto {\displaystyle \mathbf {\hat {n}} {\mbox{ }}ds=(dy,-dx)}.
Tomando as componentes de {\displaystyle \mathbf {F} =(Q,-P)}, o lado direito se converte em
{\displaystyle \int _{C}\mathbf {F} \cdot \mathbf {\hat {n}} {\mbox{ }}ds{\mbox{ }}=\int _{C}(Q,-P)\cdot (dy,-dx)=\int _{C}(Q{\mbox{ }}dy+P{\mbox{ }}dx)}
que por meio do teorema de Green resulta em:
{\displaystyle \int _{C}(P{\mbox{ }}dx{\mbox{ }}+{\mbox{ }}Q{\mbox{ }}dy)=\iint _{D}\left(\nabla \cdot \mathbf {F} \right)dA=\iint _{D}\left(\nabla \cdot (Q,-P)\right)dA=\iint _{D}\left({\frac {\partial Q}{\partial x}}-{\frac {\partial P}{\partial y}}\right)\,dA}

## Cálculo de área
A utilização do teorema de Green permite calcular a área delimitada por uma curva parametrizada e fechada.
Seja {\displaystyle D} um domínio do plano ao qual o teorema de Green se aplica e seja {\displaystyle C=\partial D} a fronteira, orientada positivamente em relação a {\displaystyle D}. Temos:
{\displaystyle {\mathcal {A(D)}}=\iint _{\mathcal {D}}\mathrm {d} x\mathrm {d} y=\int _{\mathcal {C}}-y\mathrm {d} x=\int _{\mathcal {C}}x\mathrm {d} y=1/2\int _{\mathcal {C}}-y\mathrm {d} x+x\mathrm {d} y}
e tendo respectivamente {\displaystyle P\left(x,y\right)=-y} e {\displaystyle Q\left(x,y\right)=0}, ou {\displaystyle P\left(x,y\right)=0} e {\displaystyle Q\left(x,y\right)=x}, ou enfim {\displaystyle P\left(x,y\right)=-y/2} e {\displaystyle Q\left(x,y\right)=x/2}, cada um desses três casos verifica que {\displaystyle {\frac {\partial Q}{\partial x}}-{\frac {\partial P}{\partial y}}=1.}
Vamos mostrar o exemplo de uma elipse cuja borda é parametrizada por:
{\displaystyle t\mapsto \left(a\cos {t},b\sin {t}\right)}
Onde t pertence aos reais e variando de 0 até 2π.
Temos:
{\displaystyle P\left(x,y\right)\,\mathrm {d} x=-{\frac {y}{2}}\,\mathrm {d} x={\frac {b\sin(t)}{2}}a\sin(t)\,\mathrm {d} t} {\displaystyle e} {\displaystyle Q\left(x,y\right)\,\mathrm {d} y={\frac {x}{2}}\,\mathrm {d} y={\frac {a\cos(t)}{2}}b\cos(t)\,\mathrm {d} t}
Obtendo:
{\displaystyle {\mathcal {A}}=1/2\int _{\mathcal {C}}-y\mathrm {d} x+x\mathrm {d} y=\int _{0}^{2\pi }{\frac {ab}{2}}\mathrm {d} t=\pi ab.}
Demostramos, então, que a área da elipse de semi-eixos a e b é πab.